# 境川浪右衛門
境川 浪右衛門（さかいがわ なみえもん、1841年5月28日（天保12年4月8日） - 1887年（明治20年）9月16日）は、下総国葛飾郡（現・千葉県市川市高谷）出身で境川部屋に所属した大相撲力士。第14代横綱。本名は宇田川 政吉（うだがわ せいきち（まさきち））で、のちに市川 政吉（いちかわ - ）から市川 浪右衛門（ - なみえもん）。

## 来歴
1841年に下総国葛飾郡（現：千葉県市川市）で製塩業を営む家に三男として生まれる。13歳で江戸・新川（現：東京都中央区新川）にあった酒問屋「小西屋」に奉公へ出たが、四斗樽を楽々と運ぶ政吉を見た相撲好きの主人が力士転向を熱心に勧め、境川部屋に入門、1857年11月場所で初土俵を踏んだ。四股名の「小西川」は最初に奉公へ出た小西屋から付けたもので、後に四方山と改名した際は、小西屋の得意先で化粧廻しを新調した人物が経営する酒屋の屋号「四方屋」から付けたものだった。
小兵にもかかわらず太鼓腹・怪力で初土俵から順調に出世していき、1867年4月場所の新入幕（同時に「増位山 大四郎」と改名）を経て1869年11月場所後に大関へ昇進、年寄境川二枚鑑札となり「境川 大四郎」と改名、翌場所には「境川 浪右衛門」を襲名した。1877年には東京・麻布の島津邸で明治天皇の天覧相撲が開催される予定だったため、同年2月に五条家から横綱免許が授与されたほか、吉田司家からも故実門人へ加えられたが、西南戦争によって天覧相撲が中止された。吉田善門は西南戦争の西郷軍に対して各地を転戦した末に降伏したため、吉田司家から境川へ対する横綱免許が授与できず、1878年2月にようやく吉田司家からも横綱免許の授与を承認する形が取られた。
幕内時代はどんな対戦相手でもいきなり破らず、十分に相撲を取らせた上で勝負に出るので、対戦相手は境川に敗れても土俵態度に好感を持ったという。こうした余裕の取り口から引き分けが非常に多く、全勝での優勝相当成績は無かった。1881年1月場所限りで現役を引退し、年寄・境川専任となった。その後は自分の弟子だけでなく他の弟子にも分け隔てなく稽古を付けることから力士から尊敬され、東京・本所一ツ目に自宅があったことから「一ツ目の大名大関」「明治の谷風」と称され、後に相撲長・取締編輯人を歴任し、1885年の天覧相撲では角力長を務めた。明治維新後の衰退した角界を支えた功労者とされる。
ところが、現役時代に千草山との取組で同体に倒れた際に四本柱へ頭部を強く打って以来頭痛が持病となり、相撲会所内での高砂浦五郎との意見の相違からの対立・衝突に加えて、結婚した妻（師匠の娘で、境川は婿入りした）は浪費や不貞を重ねる悪妻で、妻が浮気したことで弟子の一人が、浮気相手である役者を両国橋で殴ったうえに橋から突き落として水死させる事件が発生した。弟子は逮捕されるも動機に同情の余地があるとして釈放されたが、入牢中の重病が原因で亡くなったために境川は不憫に思って手厚く葬った。このように晩年の境川の周囲では公私問わず様々な問題・トラブルが多く発生したことから酒量が増して体調を崩し、茶の湯や俳諧に親しんだものの、1887年9月16日に死去、46歳没。

## 主な成績
- 通算幕内成績：118勝23敗71分5預63休　勝率.837
- 幕内在位：28場所（うち小結1場所、関脇2場所）
- 大関在位：12場所
- 横綱在位：10場所
- 優勝相当成績：5回

鬼面山谷五郎との成績は2勝1敗3分だったが、梅ヶ谷藤太郎（初代）とは梅ヶ谷入幕前は3連勝するも梅ヶ谷入幕後は0勝5敗1分2預と苦戦した。

### 場所別成績
江戸相撲の本場所のみを示す。
- 春場所・冬場所体制

| 1857年 | x                       | 西序ノ口34枚目 –          |
| 1858年 | 西序二段29枚目 –        | 西序二段10枚目 – 興行中止 |
| 1859年 | 西序二段10枚目 –        | 西三段目25枚目 –          |
| 1860年 | 西三段目11枚目 –        | 西幕下43枚目 –            |
| 1861年 | 東幕下42枚目 –          | 東幕下37枚目 –            |
| 1862年 | 東幕下38枚目 –          | 東幕下33枚目 –            |
| 1863年 | 番付非掲載 不出場       | 東幕下13枚目 –            |
| 1864年 | 東幕下10枚目 7–2 1分    | 東幕下7枚目 6–3 1分       |
| 1865年 | 東幕下5枚目 4–3–2 1分   | 東幕下3枚目 5–1–1 3分     |
| 1866年 | 東幕下筆頭 5–2–1 1分1預 | 西幕下筆頭 7–1–1 1分      |
| 1867年 | 西前頭6枚目 4–1–1 4分   | 西前頭4枚目 4–1–1 4分     |
| 1868年 （明治元年） | 東前頭2枚目 8–0–1 1分   | 東小結 4–2–1 3分          |
| 1869年 （明治2年） | 東関脇 8–0–1 1分        | 東関脇 7–0–1 2分          |
| 1870年 （明治3年） | 東大関 6–0–2 2分        | 東大関 6–1–1 2分          |
| 1871年 （明治4年） | 東大関 5–0–2 3分        | 東大関 6–0–2 1分1預       |
| 1872年 （明治5年） | 東大関 4–1–1 4分        | 東大関 3–1–1 5分          |
| 1873年 （明治6年） | 東大関 6–0–1 3分        | 東大関 3–2–2 3分          |
| 1874年 （明治7年） | 東大関 4–1–1 3分1預     | 東大関 6–1–1 2分          |
| 各欄の数字は、「勝ち-負け-休場」を示す。 優勝 引退 休場 十両 幕下 三賞：敢=敢闘賞、殊=殊勲賞、技=技能賞 その他：★=金星 番付階級：幕内 - 十両 - 幕下 - 三段目 - 序二段 - 序ノ口 幕内序列：横綱 - 大関 - 関脇 - 小結 - 前頭（「#数字」は各位内の序列） |                         |                           |

- 春場所・夏場所体制

| 1875年 （明治8年） | x                      | 東大関 4–1–2 3分    |
| 1876年 （明治9年） | 東大関 6–1–1 2分       | 東大関 4–2–1 3分    |
| 1877年 （明治10年） | 東大関 4–0–6           | 東大関 4–2–1 3分    |
| 1878年 （明治11年） | 東大関 4–1–2 2分1預    | 東大関 3–1–2 3分1預 |
| 1879年 （明治12年） | 東大関 1–1–3 5分       | 東大関 2–2–1 4分1預 |
| 1880年 （明治13年） | 東大関 0–0–10          | 東大関 2–1–4 3分    |
| 1881年 （明治14年） | 東張出大関 引退 0–0–10 | x                   |
| 各欄の数字は、「勝ち-負け-休場」を示す。 優勝 引退 休場 十両 幕下 三賞：敢=敢闘賞、殊=殊勲賞、技=技能賞 その他：★=金星 番付階級：幕内 - 十両 - 幕下 - 三段目 - 序二段 - 序ノ口 幕内序列：横綱 - 大関 - 関脇 - 小結 - 前頭（「#数字」は各位内の序列） |                        |                     |